# Vestlandsk fjordfe

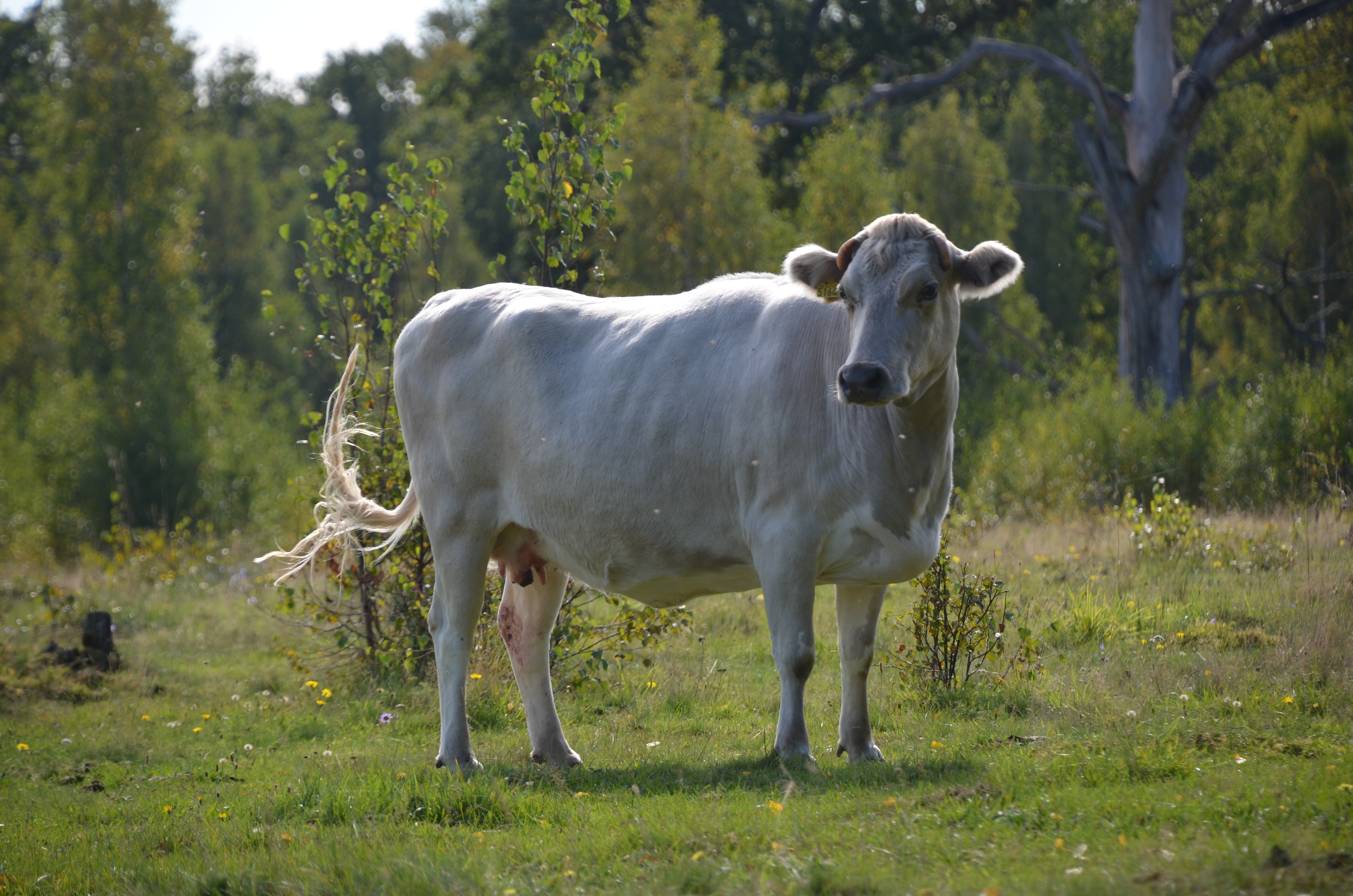
Kviga av Vestlandsk fjordfe, Almnäs gods i Hjo kommun

Vestlandsk fjordfe är en norsk lantras av nötkreatur.
Vestlandsk fjordfe var från början den vanliga korasen på Vestlandet mellan Hordaland och Nordmøre. Den antogs officiellt som nötkreatursras på 1890-talet, och från slutet av 1920-talet fördes stambok för rasen, med uppgift om tjurar födda från omkring 1890. I början av 1900-talet gjordes försök att upprätta lokala underraser till Vestlandsk fjordfe. Varje region skulle avla mot specifika färger och specifik hornfason, men det fungerade inte på grund av för små populationer och risk för inavel.  
Rasen har idag stor variation i färger, storlek och hornutseende. Flertalet djur väger mellan 400 och 500 kg. Omkring en tredjedel av djuren har horn.
Vestlandsk raudkolle och vestlandsk fjordfe slogs 1947 samman till en ras på grund av problem med inavel för fjordkorna. I arbetet med att bevara gamla nötkreatursraser på 1980-talet befanns emellertid att det fanns möjlighet att avla de båda raserna vidare som separata raser. 
År 2006 fanns 600 Vestlandske fjordfedjur i koregistret. År 2007 finns omkring 700 kor. Det finns en så kallad bevarandebesättning på Sogn Jord- og Hagebruksskule i Aurland.
I Sverige fanns Vestlansk fjordfe 2021 bland annat på Almnäs Gods i Guldkroken söder om Hjo.